# 南風隧道
南風隧道（英語：Nam Fung Tunnel）為香港港鐵南港島綫的鐵路隧道，全長約3.2公里。穿越聶高信山，連接南港島綫金鐘站至海洋公園站。另外，隧道於南風道的隧道口以及香港公園近法院道（英國文化協會）亦設有通風大樓。

## 興建簡介
香港鐵路有限公司於2012年8月年動工興建南風隧道，承建商是日本西松建設，以鑽爆挖掘方式建造，港鐵於南風道前加拿大醫院用地（今港怡醫院，而通風大樓及隧道口位於醫院範圍內港鐵地役權區域，院方需負責保養斜坡，但概無擁有權）興建高架箱形建築作為鐵路隧道口，隧道於2014年10月17日貫通。

## 另見
- 香港仔隧道